# Аблаєв Амза Меметович
Аблаєв Амза Меметович (рос. Аблаєв Амза Меметович, нар. 22 травня 1921, с. Корбек, Ялтинський повіт, Таврійська губернія) — пом. 10 вересня 1998, с. Зарічне, Сімферопольський район, АР Крим — діяч кримськотатарського національного руху 1960—80-х років.

## Із життєпису
У 1929 році батьків розкуркулено та вислано на Урал. Учасник Другої світової війни, на фронті отримав тяжке поранення.
У 1947 році вступив на фізико-математичний факультет Ташкентського педагогічного інституту, одночасно викладав у міській школі. У 1960 році розпочав навчання на історичному факультеті того ж інституту, але навчання не завершив через конфлікти з викладачами щодо національної політики. Викладав у школах математику.
З кінця 1950-х років — активний учасник у боротьбі кримських татар за повернення на історичну батьківщину, один з лідерів руху. У 1967 році брав участь у демонстраціях кримських татар в Ташкенті та Янгіюлі, через що був виключений з КПРС, неодноразово зазнавав обшуків та переслідувань. 27 липня 1987 року був у складі кримськотатарської делегації в Кремлі, де говорив про право свого народу на повернення до Криму.
У 1989 році (за іншими даними — у 1990-му) повернувся до Криму, де продовжив активну участь в національному русі. Помер 10 вересня 1998 року в с. Зарічне.